# MorphoSource
MorphoSource é um projeto da Universidade Duke de arquivo de dados que permite que os pesquisadores a armazenar e organizar, compartilhar e distribuir seus próprios dados em 3D. Além disso, qualquer usuário registrado pode procurar imediatamente e fazer download de conjuntos de dados morfológicos 3d que foram feitos acessíveis através do consentimento dos autores de dados.

O objetivo do projeto MorphoSource é fornecer acesso rápido ao maior número possível de pesquisadores, a um grande número de dados de microtomografia de raios-X virgem e malhas de superfície representando amostras de comprovação.